# 1,1-difeniletilene
L'1,1-difeniletilene è un idrocarburo aromatico di formula C14H12, isomero strutturale dello stilbene. In condizioni standard appare come un liquido giallo chiaro, insolubile in acqua ma miscibile in metanolo, cloroformio ed etere. Trova un modesto impiego come reagente nelle sintesi organiche.